# Berglemming
De berglemming (Lemmus lemmus) is een knaagdier uit de familie Cricetidae. De wetenschappelijke naam van de soort werd als Mus lemmus in 1758 gepubliceerd door Carl Linnaeus. Deze soort komt alleen voor in Noord-Scandinavië en Noord Rusland.

## Kenmerken
Berglemmingen hebben een dicht behaard, gedrongen lijf met een bonte tekening, die kan variëren per individu, maar altijd in een patroon van zwart, geel en geelbruin. Ze hebben kleine oorschelpen en een korte staart. Hij wordt tot 130 gram zwaar, 70 tot 155 mm lang, met een klein staartje van 10 tot 19 mm.

## Leefwijze

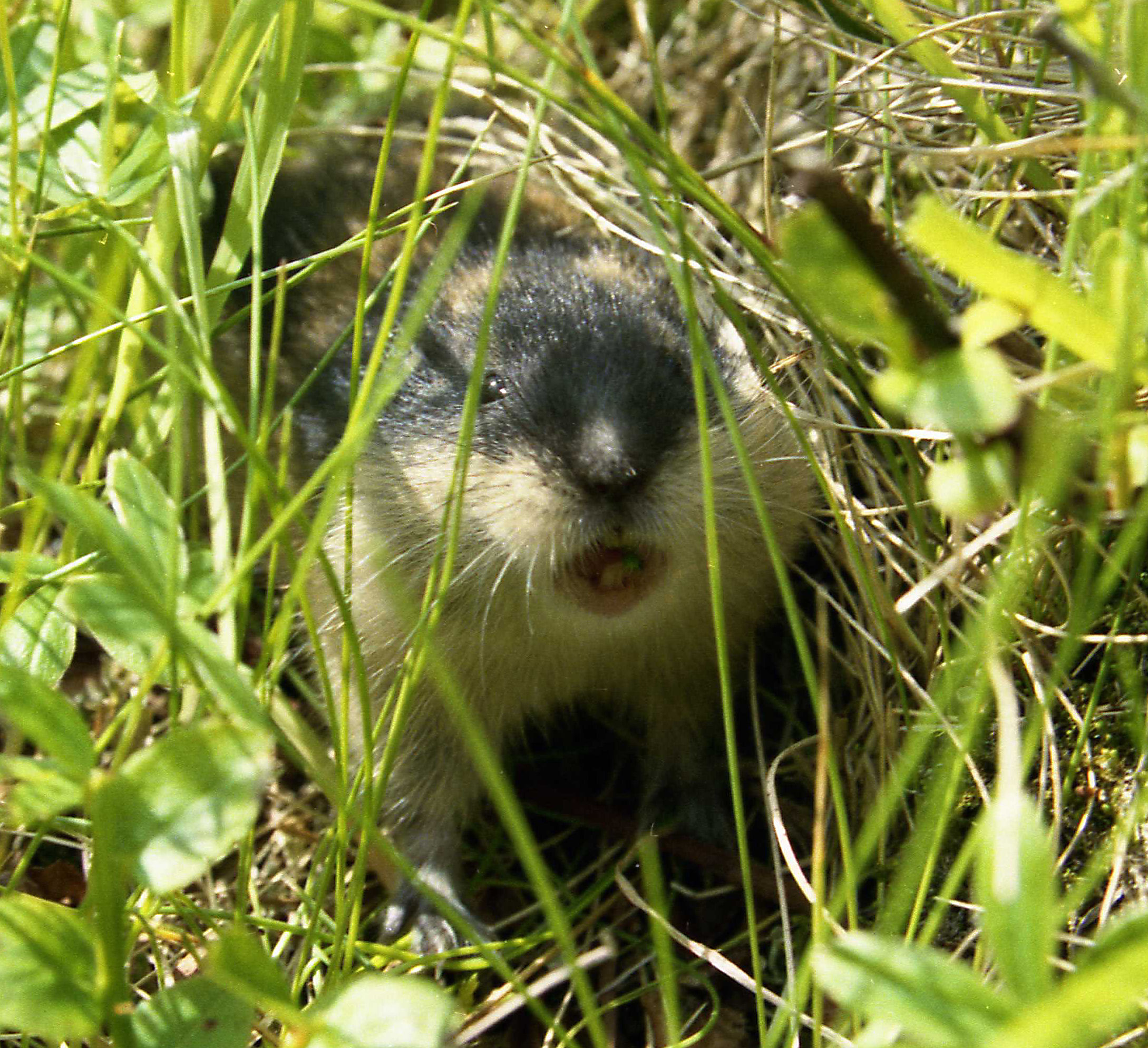
Berglemmingen eten gras

Berglemmingen zijn typische knaagdieren van de toendra. Ze komen ook voor in bergen, boven de boomgrens, en in nabijgelegen berken- en dennenbossen. Ze eten gras, zegge en mos. 's Winters maken berglemmingen ingewikkelde tunnels onder de sneeuw, waar ze naar voedsel zoeken, en nesten van mos en gras maken. Bij dooi komen deze tunnels bloot te liggen. 's Zomers maken ze tunnels onder stenen en mos. Hun natuurlijke vijanden zijn de poolvos, sneeuwuil en wezel.

## Voortplanting
In de lente, als de sneeuw nog niet gesmolten is, begint het paarseizoen. Na een draagtijd van 16 tot 23 dagen worden 2 tot 13 jongen geboren (gemiddeld 5 tot 8). De berglemming heeft 8 tepels. Vrouwtjes zijn seksueel volwassen na 14 dagen, mannetjes na ongeveer 21 dagen. Drie tot vier weken na de eerste worp kan een vrouwtje opnieuw werpen. Meestal heeft een vrouwtje 6 worpen per jaar. Lemmingen kunnen tot 2 jaar oud worden. 
Lemmingen staan bekend om hun bevolkingsexplosies. Als de populatie klein is, zitten er hoogstens 3 tot 5 dieren per hectare, maar na een bevolkingsexplosie kan het aantal oplopen tot 330 dieren per hectare. Een jaar met zo'n bevolkingsexplosie wordt een 'lemmingjaar' genoemd. Lemmingjaren komen in een cyclus van 2 tot 4 jaar voor. Na een bevolkingsexplosie gaan de dieren trekken. Berglemmingen zijn goede zwemmers.